# Torsten Hägg
Torsten Hägg, född 1 mars 1910 i Linneryd, död 25 juli 2002 i Jönköping, var en svensk organist och tonsättare.
Under mer än 40 år var Hägg organist i Sofiakyrkan i Jönköping.

## Verk
- Sol – Sommardofter, för blandad kör[4]
- Det vackraste landet, för manskör och piano[4]
- Lavendel, för blandad kör[4]
- Det är vackrast när det skymmer, för manskör[4]
- Den heliga natten